# 17 octobre 2006
Le mardi 17 octobre 2006 est le 290e jour de l'année 2006.

## Décès
- Andrea Parodi (né le 18 juillet 1955), chanteur italien
- Daniel Emilfork (né le 7 avril 1924), comédien chilien
- Guy Bonnefond (né le 12 août 1928), professeur d'aïkido français
- Megan Meier (née le 6 novembre 1992), victime américaine de cyberharcèlement
- Miriam Engelberg (née le 7 janvier 1958), auteur américaine de bande dessinée
- Paul Boisset (né le 3 mai 1917), prêtre du diocèse de Cahors, poète, compositeur et chanteur
- Robert Frère (né le 20 avril 1924), animateur de télévision belge
- Roger Lévy (né le 17 août 1914), militaire français

## Événements
- Création de la Corporación Universitaria Americana
- Création de la chaîne de télévision française JET
- Découverte des astéroïdes (178156) Borbála, (185250) Korostyshiv, (262418) Samofalov
- Sortie du film Le Prestige
- Sortie de l'album La Ballade de Calamity Jane
- Publication du roman La Stratégie Bancroft
- Sortie du film Rouge comme le ciel
- Début de la série Sam and Max : Sauvez le monde
- Sortie de l'album The High Road
- Sortie de l'album Thornography
- Sortie des jeux vidéo :
  - Age of Empires III: The WarChiefs
  - Battlefield 2142
  - Canis Canem Edit
  - Destroy All Humans! 2
  - Justice League Heroes
  - Justice League Heroes: The Flash
  - Les Sims 2 : Animaux et Cie
  - Sid Meier's Railroads!
  - Tom Clancy's Splinter Cell: Double Agent